# إي دونكي
إي دونكي هو برنامج حاسوبي لمشاركة الملفات بطريقة الند للند P2P، تم تطويره من طرف شركة ميتاماشين ويستخدم برتوكول نقل
الملفات متعدد المصادر، يمكن لعميل إي دونكي العمل مع كل من شبكة إي دونكي وأوفر نت.
أغلق هذا البرنامج وشبكته في 2006 بناء على طلب من رابطة صناعة التسجيلات الأمريكية.